# Prin foc și sabie (film din 1999)
Prin foc și sabie sau Cu foc și sabie (în poloneză Ogniem i mieczem) este un film istoric de dragoste epic polonez din 1999 regizat de Jerzy Hoffman. Este ultima parte dintre cele trei ale Trilogiei lui Henryk Sienkiewicz, după Pan Wołodyjowski (1969) și Potopul (1974), deși ordinea scrierii trilogiei a fost inversată. Concomitent cu versiunea cinematografică, a fost produsă o versiune de televiziune - o miniserie cu patru episoade cu același titlu din 2000.
Ecranizarea romanului omonim, care descrie lupta polonezilor împotriva cazacilor ucraineni, nu a putut fi realizată în perioada comunistă din cauza faptului că ar fi putut fi perceput ca antisovietic.

## Rezumat
În 1647, Jan Skrzetuski  se întoarce din Crimeea unde a fost trimis ca sol al prințului Jeremi Wiśniowiecki. Pe drum l-a salvat pe Bogdan Hmelnițki (fără să știe cine este) care a fost atacat de oamenii lui Daniel Czapliński deghizați în tătari. L-a lăsat pe Hmelnițki să plece și s-a dus la Ciîhîrîn. I-a întâlnit acolo pe Jan Onufry Zagłoba și pe Longinus Podbipięta, care i-au devenit prieteni. Câteva zile mai târziu, a plecat cu Podbipięta la Lubnî. S-au întâlnit pe drum cu prințesa Helena Kurcewicz și cu mătușa ei, o prințesă în vârstă. Skrzetuski și Helena s-au îndrăgostit unul de celălalt. Bătrâna prințesă a invitat soldații în casa lor din Rozłogi. În timpul festinului, Skrzetuski a aflat că Helena a fost promisă colonelului cazac Iuri Bohun. Skrzetuski a amenințat-o pe bătrâna prințesă Kurcewicz și a convins-o să-i dea mâna Helenei.
Curând, Skrzetuski a fost trimis de prințul Jeremi Wiśniowiecki la Siciul Zaporojean ca sol. În timpul misiunii a fost rănit și luat prizonier. A fost salvat de Hmelnițki, care a fost recunoscător pentru ajutorul anterior al lui Skrzetuski. Hmelnițki, însă, nu a fost de acord să-l elibereze imediat. Skrzetuski, ca prizonier, a asistat la înfrângerea Poloniei în Bătălia de la Żółte Wody.
Între timp, Bohun a descoperit trădarea bătrânei prințese și a atacat Rozłogi, intenționând să o răpească pe Helena. Ea a reușit să scape, dar restul familiei a fost ucis și dwórul a fost ars de țărani. Când Skrzetuski și-a recâștigat libertatea, s-a îndreptat spre Rozłogi, dar a găsit acolo doar ruine. S-a întristat, crezând că Helena era moartă. A fost găsit apoi în Rozłogi de către prietenii săi.
Skrzetuski s-a întors în slujba lui Wiśniowiecki și l-a întâlnit curând pe Zagłoba, care i-a spus că Helena este în viață și în siguranță în fortăreața Bar. Skrzetuski plănuia să meargă acolo, dar a aflat că orașul a fost capturat de Bohun. Skrzetuski a pornit să o caute pe Helena, dar nu a găsit nicio urmă a ei. A primit doar vești că iubita lui a fost ucisă în mănăstirea de la Kiev (ceea ce nu era adevărat). După aceste vești, Skrzetuski s-a îmbolnăvit. Nu știa că Helena a fost găsită de Rzędzian, Wołodyjowski și Zagłoba.
După ce și-a revenit, Skrzetuski s-a dus la Zbaraj, unde a luptat cu curaj în timpul asediului. După moartea lui Podbipięta, el a decis să se strecoare prin tabăra cazacilor și să meargă la Ioan Cazimir pentru a-l anunța că soldații din Zbaraj aveau nevoie de întăriri. A reușit să-și îndeplinească misiunea - regele a mers cu armata sa la Zbaraj și în curând a fost semnat Tratatul de la Zboriv.
Prințul Jeremi Wiśniowiecki, Skrzetuski și Zagłoba sunt considerați și tratați ca niște eroi, Helena este salvată și Jurko Bohun este capturat (Skrzetuski îl iartă pentru răpirea Helenei) și este eliberat.

## Distribuție
- Izabella Scorupco – Helena Kurcewiczówna
- Michał Żebrowski – Jan Skrzetuski
- Aleksandr Domogarov – Jurko Bohun
- Krzysztof Kowalewski – Jan Onufry Zagłoba
- Bohdan Stupka – Bohdan Khmelnytsky
- Andrzej Seweryn – Jeremi Wiśniowiecki
- Zbigniew Zamachowski – Michał Wołodyjowski
- Wiktor Zborowski – Longinus Podbipięta
- Daniel Olbrychski – Toğay bey (Tuhaj Bej)
- Marek Kondrat – John II Casimir
- Wojciech Malajkat – Rzędzian
- Ewa Wiśniewska – Kurcewiczowa
- Ruslana Pysanka – Horpyna
- Gustaw Holoubek – Adam Kisiel
- Andrzej Kopiczyński – Zaćwilichowski
- Maciej Kozłowski – Maxym Kryvonis
- Adam Ferency – İslâm III Giray
- Gustaw Lutkiewicz – Yakiv Barabash
- Dmytro Myrhorodsky – Koshovy otaman
- Jerzy Bończak – Daniel Czapliński
- Krzysztof Gosztyla – Jerzy Ossoliński
- Szymon Kobylinski – Mikołaj Ostroróg
- Andrzej Szczytko – Otaman

## Producție
Filmările au avut loc la Lublin (Capela Sfintei Treimi din Lublin), Sierpc, Varșovia (Fortul Legiunilor Cetății Varșoviei, Wilanów, Młociny), Klimkówka, Zubczyca Górna (Parcul Orawski Etnografic), Cariera Skałki Twardowskiego, Ojcowie (Brama Krakowska), Zielonce, Biskupin, Biedrusk și Sułoszowa (Castelul Pieskowa Skała).
Filmările au avut loc în perioada 6 octombrie 1997 – 28 iunie 1998. Efectele speciale au fost create de Machine Shop, care a lucrat anterior la filme precum Terminatorul 2: Ziua Judecății și Inimă neînfricată. Prin foc și sabie a fost promovat de cântecul Dumka na dwa serca de Edyta Górniak și Mietek Szcześniak.

## Lansare și primire
Filmul a atras cel mai mare număr de spectatori în cinematografele poloneze de după 1989 - 7,15 de milioane. A avut încasări de 105.089.363 de zloți.
Zygmunt Kałużyński a considerat filmul un eșec din cauza lipsei de temperament și a acțiunii neclare, precum și a nefinisării personajelor. De asemenea, criticul a considerat o greșeală a regizorului atenuarea intensității romanului și neutralizarea sa de dragul relațiilor polono-ucrainene, de exemplu, eliminarea triumfului polonez la Beresteczko. Această abordare,consideră criticul, a stricat structura operei lui Sienkiewicz. Personajele lui Bohun și Hmelnițki sunt prezentate într-un mod complet diferit decât în roman. Bohun în opera lui Sienkiewicz era un „animal sălbatic, periculos”, iar Hmelnițki este „un ticălos sumbru și ucigaș veșnic obsedat de vodcă". În film, el este o persoană relativ conciliantă, respectiv un politician echilibrat. Kałużyński a declarat că acest lucru a fost făcut pentru ca filmul „să nu fie anti-ucrainean. Între timp, are în continuare o tentă anti-ucraineană, dar și-a pierdut dinamica.” În plus, a apreciat imaginea peliculei ca fiind nu foarte spațială, îngustă, iar scenografia ca fiind monotonă.
Istoricul Frank Sysyn a subliniat că, în afară de Hmelnițki, regizorul i-a portretizat pe cazaci ca fiind primitivi, iar filmul nu a făcut referire la persecuția cu care se confrunta comunitatea ortodoxă în Uniunea statală polono-lituaniană din secolul al XVII-lea.